# Železniční nehoda v Zaječí
K železniční nehodě ve stanici Zaječí došlo ve 13:51 hod. dne 10. září 1928. Při nehodě došlo k nárazu vykolejeného rychlíku do stojícího nákladního vlaku ve stanici Zaječí. Při nehodě zahynulo 24 lidí (některé zdroje uvádějí 26 mrtvých, jiné 19 a 40 těžce zraněných).

## Nehoda
Okolo 14. hodiny zastavil nákladní vlak č. 681 v čele s lokomotivou 333.193 na 4. staniční koleji, aby vyčkal na křižování s protijedoucím rychlíkem č. 16 vedeným lokomotivou 375.030 směřujícím do Bratislavy. Projíždějící rychlík měl mít postaven průjezd po první, hlavní koleji (tehdy byla trať Břeclav–Brno jednokolejná). Výhybka, která byla chybou výhybkáře nesprávně postavena, poslala rychlík odbočkou na kolej č. 2. Ta byla sice volná, ale vzhledem k vysoké rychlosti projíždějícího rychlíku č. 16 došlo na výhybce k jeho vykolejení a následné srážce se stojícím nákladním vlakem č. 681. (Pamětní kniha četnické stanice v Rakvicích: Citace: "Srážka obou vlaků byla strašná, první tři vozy za rychlíkovou lokomotivou vklínily se do sebe tak, že služební vůz změnil se naráz v hromadu trosek a další tři vozy byly vymrštěny nárazem z kolejí až na vzdálenost několika metrů"). K vykolejení rychlíku došlo v rychlosti asi 60 km/h. Strojvedoucí rychlíku se nesnažil rychlost snížit, protože vjezdové návěstidlo nebylo závislé na poloze výhybky a nesignalizovalo tak vjezd do odbočky.

## Následky
Při nehodě zahynulo 24 lidí, z toho 4 železničáři. Některé zdroje uvádějí 26, jiné 19 mrtvých a zraněných 140 z toho 100 lehce. Dva viníci byli odsouzeni na 15 měsíců vězení.